# Cornovecchio
Cornovecchio é uma comuna italiana da região da Lombardia, província de Lodi, com cerca de 219 habitantes. Estende-se por uma área de 6 km², tendo uma densidade populacional de 37 hab/km². Faz fronteira com Pizzighettone (CR), Maleo, Crotta d'Adda (CR), Meleti, Corno Giovine, Caselle Landi.

## Demografia
| Variação demográfica do município entre 1861 e 2011                               |
|                                                                                   |
| Fonte: Istituto Nazionale di Statistica (ISTAT) - Elaboração gráfica da Wikipedia |